# Giuseppe Gazzoni Frascara
Giuseppe Gazzoni Frascara (Torino, 15 ottobre 1935 – Bologna, 24 aprile 2020) è stato un imprenditore e dirigente sportivo italiano.

## Biografia
Il padre era il commendatore Ferdinando Gazzoni.
Sua madre fu Idarica Frascara, figlia del conte Giuseppe Frascara, deputato e senatore del Regno.

### Attività imprenditoriale
Ha guidato l'azienda familiare che porta il suo cognome ed è attiva nel settore alimentare (famoso soprattutto il marchio Idrolitina, oggi di proprietà Ristora, che contraddistingue un preparato per rendere frizzante l'acqua da tavola). Negli anni Settanta, divenuto capo dell'azienda crea con grande abilità nuovi prodotti, come il Dietor, il primo dolcificante in Italia, cui seguirono negli anni Ottanta  le caramelle Dietorelle, riscuotendo un grande successo di pubblico e riportando l'azienda in auge dopo un periodo critico. Negli anni  Novanta, avendo ceduto l'azienda alla multinazionale svizzera Sandoz, affianca all'attività imprenditoriale in senso stretto quella finanziaria, che culmina con l'acquisizione del Bologna calcio.
Nel 1995 si candida anche per essere sindaco della città emiliana a capo di una lista civica collegata a Forza Italia, senza venire eletto: ottiene il 16.82% dei voti, arrivando dietro al vincitore Walter Vitali e al candidato di Alleanza Nazionale Filippo Berselli.
Nel 2004 la sua società Victoria 2000, che controlla anche la squadra di calcio del Bologna, ha problemi finanziari finendo in bancarotta. L'11 maggio 2018 Gazzoni è condannato dalla Corte d'appello di Bologna per bancarotta fraudolenta, nel processo per il fallimento della società.

### La presidenza del Bologna
Giuseppe Gazzoni Frascara si avvicina ai colori del Bologna nella stagione 1985-1986, quando sulle maglie rossoblu compare il marchio Idrolitina. È però nel corso dell'estate 1993 che rileva il titolo sportivo dopo il fallimento della precedente gestione. Il club assume la denominazione Bologna Football Club 1909 e viene iscritto al campionato di Serie C. Gazzoni Frascara ne assume la presidenza. Nel giro di tre stagioni il Bologna approda in serie A. Gazzoni porta al Bologna due giocatori di prima grandezza in cerca di riscatto dopo stagioni deludenti e in entrambi i casi i risultati sono eccellenti: prima Roberto Baggio, che al Bologna rimane una sola stagione nella quale mette a segno 22 reti, poi Giuseppe Signori che veste il rossoblu per 6 campionati. Il Bologna conquista sotto la gestione Gazzoni una Coppa Intertoto e arriva alla semifinale di Coppa UEFA nella stagione 1998-1999.
Nel 2001 lascia la presidenza a Renato Cipollini mantenendo il controllo societario. Dopo la retrocessione del 2005 decide di vendere la società, rilevata successivamente da Alfredo Cazzola.
Il 17 novembre 2014 per volere del neopresidente rossoblu Joe Tacopina, viene nominato presidente onorario della società felsinea, carica che ricopre fino alla morte, avvenuta il 24 aprile 2020 ad 84 anni. Giuseppe Gazzoni Frascara è stato sepolto nel cimitero urbano di Alessandria nella cappella di famiglia.

#### Calciopoli
Nel 2006 è stato uno dei principali sostenitori dell'inchiesta di Calciopoli e accusatore dell'impiego di pratiche note come "doping amministrativo", delle quali si sarebbero serviti alcuni club di Serie A per posticipare i pagamenti di debiti verso l'erario o per abbellire i bilanci. Alla conclusione del campionato 2004-2005 infatti, il Bologna ritornò in Serie B dopo uno spareggio perso contro il Parma, giunto a pari punti in classifica al termine del campionato. Nel corso di quella stagione alcune delle partite disputate dal Bologna furono oggetto delle inchieste che portarono alle penalizzazioni di diverse squadre. In alcuni casi il Bologna fu coinvolto in maniera diretta (sconfitte interne contro Juventus e Lazio). In altre occasioni invece le indagini si incentrarono su ammonizioni nei confronti di calciatori diffidati al fine di favorire le avversarie della giornata seguente. Nonostante le penalizzazioni inflitte a diverse società, il Bologna non fu ripescato.